# Islas Copeland
Islas Copeland (en irlandés: Oileáin Chóplainn, en inglés: Copeland Islands) es un grupo de tres islas localizadas al noroeste del mar de Irlanda, al norte de Donaghadee, en el condado de Down, Irlanda del Norte, parte del Reino Unido.

## Islas
Composición de las Copeland: la isla Grande (Big Island), la Isla del Faro (Lighthouse Island, que no posee un faro ahora) y la isla de Mew, que si tiene un faro. Más de un siglo atrás, la isla del faro tenía una población de alrededor de 100 personas, incluyendo un maestro de escuela con 28 alumnos.